# Baggbo, Bjursås
Baggbo är en by i Bjursås socken, Falu kommun.
Byn omfattade 1921 14 gårdar, och tidigare låg här en krog vid kyrkvägen. I södra ändan av byn kommer den gamla Faluvägen (Mårtanbergsvägen) från väster och Sågsbo och går här ned i en djup dalgång, kallad Baggbo skuru, med skarpa vägböjningar och höga bergsklippor vid vägens sidor. Vägen fortsätter härifrån till byn Hagen.